# Rákóczi úti evangélikus templom
A Rákóczi úti evangélikus templom egy Budapest VIII. kerületében található vallási épület.

## Története
A templom romantikus stílusban, 1856 és 1863 között épült 1000 férőhellyel a szlovák nyelvű evangélikusok számára, akik már 1838-tól kezdve jelezték József nádor felé templomépítési igényüket. Tervezője Diescher József volt. A templomhoz még építése előtt, 1854-ben paplak is épült. A belső berendezés kialakítása után, 1867-ben nyílt meg a hívek előtt.
A fenntartási költségek csökkentésére 1893–1894-ben bérház épült köréje Schweiger Gyula tervei alapján, ez a mai Luther-udvar.
Az első világháború után a 6000 főből álló gyülekezet létszáma gyorsan apadásnak indult. Ennek oka sok szlovák Felvidékre költözésében kereshető. 1928-ban mér csak 1000-1200 főből állt a gyülekezet. A második világháború alatt jelentős sérüléseket szenvedett az épület, ezek renoválása 1950-ig folyt. 1965-ben a templomot a gyülekezet 1 millió forintért eladta a magyar államnak (a vallási szertartásokat egy bérházi lakásba tették át), és különböző szervezetek (Vízügyi Tudományos Kutató Intézet, a Kohó- és Gépipari Minisztérium, „Tudomány és technika háza”, kaszinó, harcművészeti sportcentrum) használt a következő évtizedekben.
A templom belső terét födémekkel felosztották, kívülről vasbeton részeket ragasztottak hozzá, oldalára felvonót szereltek.
Napjainkban igen romos állapotba került, az elmúlt években többször megfigyeltek a tornyáról vakolathullásokat. Az épületbe galambok és denevérek költöztek be. A 2010-es években a Budapesti Ingatlan Hasznosítási és Fejlesztési Nyrt. tulajdonában volt. 2022-ben az állam 765 millió forintért visszavásárolta, és a szlovák önkormányzatnak adta át.
A templom műemléki védelem alatt áll.

## Érdekességek
- a templomban kötötte meg (második) esküvőjét Mikszáth Kálmán[3]
- a templomban keresztelték Závada Pál szlovák származású magyar írót[3]

## Videófelvétel
- Láthatatlan templom a Rákóczi úton (youtube.com)